# Reflexív reláció

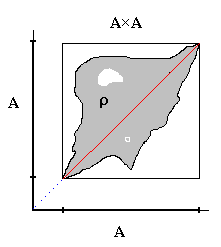
Venn-diagram egy reflexív ρ relációról, piros vonal jelöli az egyenlőségi relációt

Reflexív relációnak nevezünk egy homogén kétváltozós relációt, ha a reláció alaphalmazának minden eleme 
relációban áll önmagával.

## Definíció
Legyen A tetszőleges halmaz. Az A halmazon értelmezett ρ reláció reflexív, ha bármely a∈A esetén érvényes
Másképpen:
ahol EA az A halmazon értelmezett egy(enlő)ségreláció.
Formulákkal:
| jelölésmód     | formula      |
| -------------- | ------------ |
| infix          | ∀a∈A (aρa)   |
| prefix         | ∀a∈A: ρ(a,a) |
| halmazalgebrai | EA⊆A         |

## Ekvivalens tulajdonságok
Könnyen igazolható, hogy ugyanezt a fogalmat adják meg a következő tulajdonságok: ρ reflexív akkor és csak akkor, ha
1. ∀a∈A: aρa;
2. ∀a∈A: a∈ρ[a];
3. ∀a∈A: a∈ρ−1[a];
4. ∀a∈A: a∈R(ρ); ahol R(ρ) a ρ reláció értékkészlete;
5. ∀a∈A: a∈ρo(a); ahol ρo(a) a reláció ún. „önbelseje”;[1]
6. EA⊆A

## Példák

### Egyszerű példák és ellenpéldák
Ilyen például
- bármely halmazon az egyenlőségi reláció
- az egyenesek párhuzamossága (mert minden egyenes párhuzamos önmagával),
- a 0 elhagyása után az egész számok között az oszthatóság (mert minden nem 0 egész szám osztható önmagával),
- a halmazok között a tartalmazási reláció (mert minden halmaz részhalmaza önmagának).

Nem ilyen
- az egyenesek merőlegessége (mert egyetlen egyenes se merőleges önmagára),
- a halmazok között a valódi részhalmaz reláció (mert egyetlen halmaz se valódi részhalmaza önmagának).

### További példák
- halmazokon (tetszőleges halmaz hatványhalmazán a tartalmazási reláció és az ekvivalencia)
- valós számokon a kisebb-egyenlő, a nagyobb-egyenlő
- természetes számokon az azonos paritás, vagy általánosabban az azonos maradékosztályba tartozás
- pozitív egész számokon az oszthatóság
- egy sík vagy a tér egyenesein a párhuzamosság
- a tér síkjain a párhuzamosság
- logikai formulák halmazán az logikai ekvivalencia